# Aibi Mc.garth
Eva G.c., nacida en Gerona, el 6 de febrero de 1980. 
Desde la temprana edad de 3 años mostró serias aptitudes para la danza, se graduó en biología en la universidad de Gerona, sin dejar de estudiar danza. Años más tarde pasó a integrarse en la Compañía Nacional de Danza, dirigida por Nacho Duato.
Protagonizó con este mismo el espectáculo «Romeo y Julieta». Este mismo (Nacho Duato),la apadrinó en su ascenso profesional en los mejores tetros de Londres. 
Poco se sabe en España de ella a día de hoy, ya que está afincada en Cataluña, donde se retiró para dedicarse a sus hijos. Actualmente trabaja de bióloga freelance.

## Vida personal
Durante su estancia en Londres, se la relacionó sentimentalmente con el actor Jonathan rhys Meyers (The Tudors), hace poco tiempo ha sido relacionada con el actor Joaquín Phoenix (Gladiator),con el que mantiene una excelente amistad. Estos datos no se han podido confirmar ya que poco se sabe de su vida privada.

## Trabajo
- Romeo y Julieta. 1998 Multiplicidad. Formas de Silencio y Vacío. 1999 Arcangelo. 2000 Txalaparta. 2001 Castrati. 2002 L´Homme. 2003 Herrumbre. 2004 Diecisiete. 2005 Gilded Golbergs. 2006 Gnawa. 2007 We will rock you (musical de Queen)2008 "Cuatro esquinas" y "Mujeres".(New York 2008) Fiancee (en preparación) 2009

- Datos: Q5661152